# Pedro Valtierra
Pedro Antonio Valtierra Ruvalcaba (San Luis de Ábrego, Fresnillo; 29 de junio de 1955) es un reconocido fotógrafo de prensa mexicano. Como fotoperiodista inició en El Sol de México y en El Sol de Mediodía (1977-1978); ingresó al diario unomásuno (1978-1984). Fundador de la agencia y revista Cuartoscuro, antes de la agencia ImagenLatina (1984) @y del diario La Jornada, donde laboró como jefe de fotografía (1984-1986) y coordinador-editor de fotografía (1996-2000).
Ganó en 1998 el Premio Internacional de Periodismo Rey de España a la mejor fotografía del año y en 1983 el Premio Nacional de Periodismo de México. El Museo El Agora José González Echeverría de Fresnillo, Zacatecas tiene una exposición permanente de Valtierra. El Premio Internacional de Periodismo Rey de España lo ganó por una foto tomada en el campamento de X'Oyep, Chiapas, en donde un grupo de tsotsiles increparon a militares mexicanos; en dicha imagen se puede observar a un grupo de mujeres enfrentando y empujando a soldados del ejército.

## Contexto histórico
Pedro Valtierra se encuentra en el grupo de los fotógrafos surgidos dentro de la segunda mitad de los años setenta del siglo pasado, periodo en el que se produjeron cambios significativos en la historia nacional y que repercutirían en décadas posteriores.